# Kanadské kulturní centrum v Paříži
Kanadské kulturní centrum v Paříži (anglicky Canadian Cultural Centre Paris, francouzsky Centre culturel canadien de Paris) je kulturní instituce v Paříži, jejímž posláním je prezentovat kanadskou kulturu ve Francii. Nachází se v městském paláci na adrese Rue de Constantine č. 5 v 7. obvodu na Esplanade des Invalides. Centrum bylo otevřeno v roce 1970.

## Činnost
Centrum je spravováno kanadským ministerstvem zahraničí a k jeho úkolům patří představovat jazyky a kulturu všech kanadských provincií ve Francii, především literaturu, kinematografii, výtvarné a vizuální umění. Součástí centra je galerie, knihovna a umělecký sál. Ročně se zde pro veřejnost uspořádá na 80 různých kulturních akcí. Centrum je členem Fóra zahraničních kulturních institutů v Paříži, jehož založení iniciovalo. Na stejné adrese sídlí rovněž Francouzsko-kanadská obchodní komora a Canadian Women's Association.